# Tawhaki Vallis
Tawhaki Vallis est une vallée peu profonde de Io, un satellite naturel de Jupiter. Cette vallée est localisée sur l'hémisphère avant de Io au sein des plaines équatoriales à l'ouest de la Media Regio : 0,5° N, 72,8° O. La vallée est longue de 190 kilomètres, large de 0,5 à 6 km, et profonde de 40 à 65 mètres. En raison de la faible profondeur et du manque de luminosité ou de variation de couleurs qui lui sont associées, l'observation de Tawhaki Vallis n'a été programmée qu'une fois en image spatiale à haute résolution, par la sonde Galileo durant un survol de Io le 26 novembre 1999. Les extrémités nord et sud de la vallée n'ont pas été photographiées. La coupure au nord est due à la marge septentrionale de la zone observée alors qu'au sud, le crépuscule solaire avait déjà atteint la zone et rendait l'acquisition photographique impossible. Aussi Tawhaki Vallis pourrait être plus longue que ce qui a été mesuré sur la base de cette image. La vallée a été officiellement nommée Tawhaki Vallis par l'Union astronomique internationale en 2006 ainsi que le volcan voisin, Tawhaki Patera ont été nommés selon le dieu de la foudre des Maoris, Tāwhaki.
Les analyses de la topographie de Tawhaki Vallis montrent qu'elle est semblable à une coulée de lave, érodant les plaines de la Media Regio par un phénomène d'érosion thermique. La coulée est un canal anastomosé, avec des îles de belles envergures au milieu des chenaux. Les changements de dimension de ces chenaux sont dus aux variations topologiques ou aux propriétés du substrat dont sont composées les plaines. Parce que le fond des chenaux est plus bas que les plaines environnantes, la lave, une fois qu'elle s'y est écoulée, creuse un chenal par érosion thermique plutôt qu'en le construisant avec de la lave refroidie. La théorie selon laquelle Tawhaki Vallis est une coulée de lave plutôt qu'un flot est aussi justifiée par l'absence de remblais surélevés de chaque côté des chenaux. Cela aurait requis que la lave qui s'y serait écoulée aurait été isolée par rayonnement et conduction thermiques au long des 200 km de coulée. Néanmoins, le sol plan de la coulée et l'absence de chaine de cratères alentour devraient exclure la possibilité que Tawhaki Vallis soit un tunnel de lave effondré, tel que le Rima Hadley au Mons Hadley sur la Lune. Selon la nature de la lave et du substrat, Tawhaki Vallis peut avoir été formé sur une période de 400 à 600 jours (pour une lave ultramafique s'écoulant sur une plaine faite de roche ultramafique), de 10 à 60 jours (pour un flot de lave de soufre sur une plaine de soufre), ou quelques heures jusqu'à quelques jours quand une coulée de lave de haute température s'écoule sur un substrat avec un point de fusion beaucoup plus froid, comme une lave ultramafique sur une plaine principalement composée de soufre. En considérant la nécessité de conserver la lave liquide suffisamment longtemps pour qu'elle s'écoule sur de longues distances et la durée caractéristique des éruptions qui peuvent creuser des canaux tels que ceux-ci, la dernière possibilité présentée est la plus probable (lave à haute température sur une surface ayant une température de fusion plus basse).
Des coulées similaires à celles de Tawhaki Vallis ont été observées à proximité de Zamama et Emakong Patera. Ces coulées sont clairement associées à leurs volcans respectifs, mais en se basant sur les images disponibles, il n'est pas possible de savoir si la Tawhaki Patera est responsable de la formation de Tawhaki Vallis.